# Rayan
Rayan Vitor Simplício Rocha (ur. 3 sierpnia 2006 w Rio de Janeiro) – brazylijski piłkarz występujący na pozycji skrzydłowego lub napastnika, od 2023 roku zawodnik Vasco da Gama.